# Cavernotettix flindersensis
Cavernotettix flindersensis är en insektsart som först beskrevs av Lucien Chopard 1944.  Cavernotettix flindersensis ingår i släktet Cavernotettix och familjen grottvårtbitare. Inga underarter finns listade i Catalogue of Life.